# 岡崎市立常磐南小学校
岡崎市立常磐南小学校（おかざきしりつ ときわみなみしょうがっこう）は、愛知県岡崎市田口町にある公立小学校。

## 概要
1906年（明治39年）に創立した。
常磐東小学校と常磐小学校とともに、岡崎市立常磐中学校の学区を構成する。
児童数の減少を危ぶんだ学区の住民が大規模分譲住宅を誘致。2005年（平成17年）から田口町字若草で宅地造成が始まり、4年かけて9.16ヘクタール、210区画の「エコロタウンときわ南」の工事が完成した。住宅が増えるにつれ、近年、児童数も急激に増加している。
| 調査日       | 児童数 | 通常学級 | 特別支援学級 |
| ------------ | ------ | -------- | ------------ |
| 2013年4月8日 | 51人   | 5        | 0            |
| 2019年5月1日 | 172人  | 7        | 3            |
| 2020年5月1日 | 182人  | 7        | 3            |
| 2021年5月1日 | 192人  | 7        | 3            |

## 学区
| 町名                             | 進学先     |
| -------------------------------- | ---------- |
| 岩中町、田口町、板田町、大井野町 | 常磐中学校 |

## 沿革

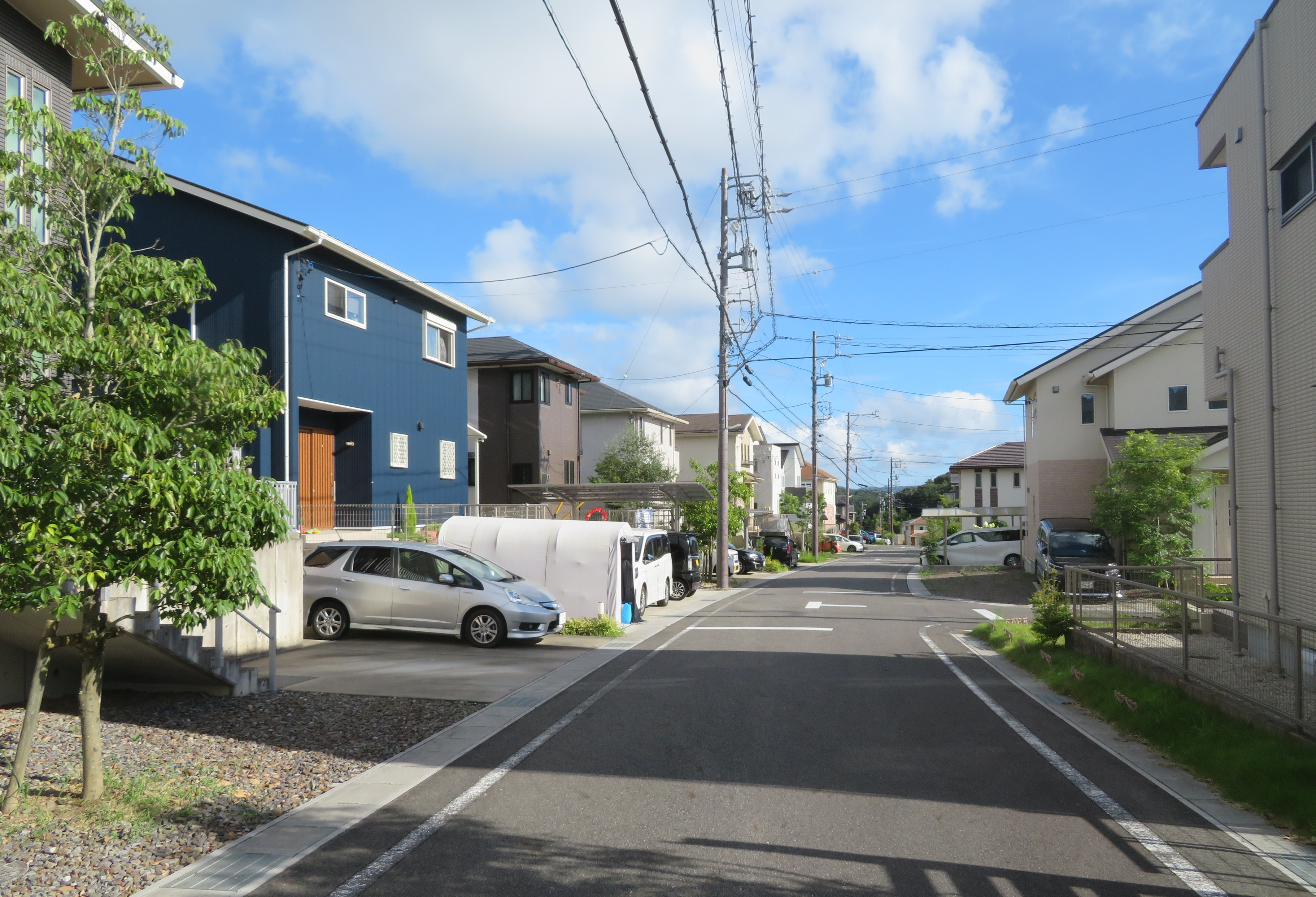
田口町字若草に造成された分譲住宅地「エコロタウンときわ南」。学区の世帯数が増えたことから、2016年度に児童数は100人を超えた。

- 1906年（明治39年） - 箱柳、岩中、大井野、田口を一学区として常磐村立常磐尋常小学校創立。
- 1913年（大正2年） - 現在地に新校舎が完成。
- 1941年（昭和16年） - 愛知県額田郡常磐南国民学校と校名変更。
- 1947年（昭和22年） - 常磐村立常磐南小学校と校名変更。
- 1988年（昭和63年） - 視聴覚教育『文部大臣賞』を受賞。
- 1991年（平成3年） - 雅楽クラブの発足。
- 1992年（平成4年）
  - 太鼓クラブの発足。
  - 11月1日 - 第1回岡崎市こども伝統芸能祭に雅楽クラブが参加[7]。
- 1999年（平成11年） - 伝統文化教育推進校（平成11、12年度 文部省指定）。インターネット利用授業の開始。